# El sueño de Adán
El sueño de Adán és una pel·lícula espanyola de curtmetratge d'animació dirigida per la saragossana Mercedes Gaspar el 1994, qui també és autora del guió.

## Argument
Adam viu adormit a un paradís estrany i hi té somnis on se li apareix Eva, amb la que fa poc que ha trencat. En el seu intent de recuperar-la desperta i penetra en el món real.

## Premis
El 1994 va rebre el Goya al millor curtmetratge d'animació. També fou nominada a l'Ós d'Or al millor curtmetratge en el 45è Festival Internacional de Cinema de Berlín.